# Gizbert
Gizbert, Gizebert – imię męskie pochodzenia germańskiego, złożone z członów: Gis-, który bądź oznaczał „ostro zakończony kij; włócznia z żelaznym końcem” (por. Gerbert), bądź stanowił formę skróconą germańskiego członu imion złożonych Gīsala, Gīsla (por. Gilbert), oznaczającego „potomek, latorośl”, oraz beraht - „lśniący, błyszczący”. Według innych źródeł, Gīsala to „zakładnik”, „gwarancja, obietnica”. Patronem tego imienia jest św. Gizbert z Bebenhausen, przeor klasztoru cystersów.
Notowane w Polsce już w średniowieczu, w formie Gizebert. Staropolskie zdrobnienia: Gisen, Gisz, Gizo, Kuspa (< Küspert < Gisbert).
Gizbert imieniny obchodzi 7 listopada. 
Znane osoby noszące imię Gizbert:
- Gijs Luirink, piłkarz holenderski
- Gijs van Breukelen, słynny autor problemów szachowych

Zobacz też:
- Tomasz Gizbert-Studnicki, profesor nauk prawnych